# Campylaspis johnstoni
Campylaspis johnstoni is een zeekommasoort uit de familie van de Nannastacidae. De wetenschappelijke naam van de soort is voor het eerst geldig gepubliceerd in 1937 door Hale.